# Endocardită
Endocardita este o boală care constă în inflamarea  stratului intern al inimii, numit endocard. De obicei, aceasta afectează valvele inimii. Alte structuri care pot fi implicate includ septul interventricular, corzile tendinoase, endocardul mural sau suprafețele dispozitivelor intracardiace. Endocardita se caracterizează prin leziuni cunoscute sub numele de vegetații. Acestea reprezintă o masă de trombocite, fibrină, microcolonii de microorganisme și celule inflamatorii. În forma subacută a endocarditei infecțioase, vegetația poate include și un centru de țesut granulomatos, care se poate fibroza sau calcifica.
Există mai multe modalități de clasificare a endocarditei. Cea mai simplă clasificare se bazează pe cauză: fie infecțioasă (provocată de agenți virotici, microbieni sau, mai rar, fungi), fie neinfecțioasă. Indiferent de aceasta, diagnosticul de endocardită se bazează pe caracteristicile clinice și pe investigații (cum ar fi o ecocardiogramă și hemoculturi care demonstrează prezența microorganismelor care provoacă endocardita).
Semnele și simptomele includ febră, frisoane, transpirații, stare de rău, slăbiciune, anorexie, scădere în greutate, splenomegalie (mărirea splinei), senzație de gripă, suflu cardiac, insuficiență cardiacă, peteșii (pete roșii pe piele), noduli Osler (noduli subcutanați găsiți pe mâini și picioare), leziuni Janeway (leziuni nodulare pe palme și tălpi) și pete Roth (hemoragii retiniene).

## Endocardita infecțioasă
Cauza este de obicei o infecție bacteriană și mai rar o infecție virală sau fungică. Factorii de risc includ boli cardiace valvulare, inclusiv boli reumatice, boli cardiace congenitale, valve artificiale, hemodializă, utilizarea de medicamente intravenoase și stimulatoare cardiace electronice. Bacteriile cel mai frecvent implicate sunt streptococii sau stafilococii.
Diagnosticul endocarditei infecțioase se bazează pe criteriile Duke, care au fost descrise inițial în 1994 și modificate în 2000. Caracteristicile clinice și examenele microbiologice sunt primii pași pentru a diagnostica o endocardită infecțioasă. Imagistica este, de asemenea, crucială. Ecocardiografia este piatra de temelie a modalității imagistice în diagnosticul endocarditei infecțioase. Modalitățile imagistice alternative precum tomografia computerizată, imagistica prin rezonanță magnetică și tomografia prin emisie de pozitroni/tomografia computerizată (PET/CT) cu 2-[18F]fluorodeoxiglucoză (FDG) joacă un rol din ce în ce mai important în diagnosticarea și gestionarea endocarditei infecțioase.
Utilitatea antibioticelor în urma procedurilor dentare pentru prevenție este neclară. Unii le recomandă la cei cu risc ridicat.Tratamentul se face în general cu antibiotice intravenoase. Alegerea antibioticelor se bazează pe hemoculturi. În anumite cazuri este necesară o intervenție chirurgicală pe cord.
Numărul de persoane afectate este de aproximativ 5 la 100.000 pe an. Ratele variază însă între regiunile lumii. Bărbații sunt afectați mai des decât femeile. Riscul de deces în rândul celor infectați este de aproximativ 25%. Fără tratament, este aproape în mod universal fatală.

## Endocardita neinfecțioasă
Endocardita trombotică nonbacteriană (ETNB) este mai frecvent întâlnită pe valvele nedeteriorate anterior. Spre deosebire de endocardita infecțioasă, vegetațiile din ETNB sunt mici, sterile și tind să se adune de-a lungul marginilor valvei sau a cuspidelor. De asemenea, spre deosebire de endocardita infecțioasă, ETNB nu provoacă un răspuns inflamator din partea organismului. ETNB apare de obicei în timpul unei stări de hipercoagulabilitate, cum ar fi o infecție bacteriană sistemică sau o sarcină. Uneori este, de asemenea, observată la anumiți pacienți cu catetere venoase. ETNB poate apărea, de asemenea, la pacienții cu cancere, în special la adenocarcinomul mucinos, în care poate fi întâlnit sindromul Trousseau. În mod obișnuit, ETNB nu cauzează multe probleme în sine, dar părți ale vegetațiilor se pot rupe și emboliza la nivelul inimii sau al creierului, sau pot servi drept focar în care se pot depune bacterii, provocând astfel endocardită infecțioasă.
O altă formă de endocardită sterilă este denumită endocardită Libman-Sacks. Această formă apare mai des la pacienții cu lupus eritematos și se crede că se datorează depunerii de complexe imune. Ca și ETNB, endocardita Libman-Sacks implică vegetații mici, în timp ce endocardita infecțioasă este compusă din vegetații mari. Aceste complexe imune precipită o reacție inflamatorie, ceea ce ajută la diferențierea ei de ETNB. De asemenea, spre deosebire de ETNB, endocardita Libman-Sacks nu pare să aibă un loc preferat de depunere și se poate forma pe suprafețele inferioare ale valvelor sau chiar pe endocard.